# تبلورية
تُشير التبلورية أو درجة التبلور (بالإنجليزية: Crystallinity) إلى درجة النظام الهيكلي في المادة الصلبة. في البلورة، يتم ترتيب الذرات أو الجزيئات بشكل دوري منتظم. درجة التبلور لها تأثير كبير على الصلابة والكثافة والشفافية والانتشار. في الغاز المثالي، تكون المواقع النسبية للذرات أو الجزيئات عشوائية تمامًا. تمثل المواد غير المتبلورة، مثل السوائل والنظارات، حالة وسيطة، لها ترتيب على مسافات قصيرة (بضع مسافات ذرية أو جزيئية) ولكن ليس على مسافات أطول.
يمكن تحضير العديد من المواد، مثل السيراميك الزجاجي وبعض البوليمرات، بطريقة تنتج مزيجًا من المناطق البلورية وغير المتبلورة. في مثل هذه الحالات، يتم تحديد التبلور عادة كنسبة مئوية من حجم المادة المتبلرة. حتى في المواد البلورية تمامًا، يمكن أن تختلف درجة الكمال الإنشائي. على سبيل المثال، تكون معظم السبائك المعدنية بلورية، ولكنها عادة ما تشتمل على العديد من المناطق البلورية المستقلة (الحبوب أو البلورات) في اتجاهات مختلفة مفصولة بحدود الحبوب. علاوة على ذلك، فإنها تحتوي على عيوب بلورية أخرى (لا سيما الاضطرابات) التي تقلل من درجة الكمال الهيكلي. أكثر البلورات مثالية هي كرات السيليكون المنتجة لإلكترونيات أشباه الموصلات. هذه عبارة عن بلورات مفردة كبيرة (لذا ليس لها حدود حبوب)، وخالية تقريبًا من الاضطرابات ، ولديها تركيزات محددة بدقة من ذرات العيب.
يمكن قياس التبلور باستخدام علم البلورات بالأشعة السينية، ولكن يتم أيضًا استخدام تقنيات قياس السعرات الحرارية بشكل شائع.

## تبلورية الصخور
يصف الجيولوجيون أربعة مستويات نوعية من التبلورية:
- صخور كاملة التبلور (بالإنجليزية: holocrystalline) هي بلورية تماما.
- صخور جُزئية التبلور (بالإنجليزية: hypocrystalline) هي بلورية جزئيا، وتكون البلورات جزءا لا يتجزأ من مصفوفة غير متبلورة أو زجاجية.
- صخور جزئية الزجاج (بالإنجليزية: hypohyaline) زجاجية جزئيا ؛
- صخور كاملة الزجاج (بالإنجليزية: holohyaline) (مثل السبج ) زجاجية بالكامل.